# روز سخت
«روز سخت» (به انگلیسی: Hard Day) تک‌آهنگی از هنرمند اهل بریتانیا جرج مایکل است که در ۳۰ اکتبر ۱۹۸۷ منتشر شد. این تک‌آهنگ در آلبوم ایمان (آلبوم جرج مایکل) قرار داشت.